# Amazona de coroneta lila
L'amazona de coroneta lila (Amazona finschi) és una espècie d'ocell de la família dels psitàcids que habita els boscos i conreus del vessant occidental de l'oest de Mèxic.
El 2006, BirdLife International va classificar aquesta espècie com a vulnerable. El 2014, la UICN va elevar aquesta espècie a la categoria d'en perill d'extinció.
El nom d'aquesta espècie, finschi, commemora el naturalista i explorador alemany Otto Finsch.

## Descripció
El plomatge de l'amazona de coroneta lila adulta és principalment verd amb les parts inferiors groguenques i les vores negres. El front és de color granat amb el coll, la nuca i la corona de color blau clar-lila. Les galtes i les cobertores de les orelles són d'un groc verdós que no té les vores presents a la major part del plomatge. Les plomes primàries són de color blau fosc, i les plomes secundàries són verdes, però amb la mateixa coloració blau fosc a la punta. A més, les cinc plomes secundàries inicials tenen un espècul vermell brillant a la vora de les plomes. Les cobertores de les ales, la part inferior de les plomes de vol i la cua són verdes, mentre que la punta de la cua té una coloració groguenca similar a la de les galtes i les cobertores de les orelles. El bec, els anells orbitals i les potes són d'un color marró grisenc pàl·lid. L'iris dels adults són de color ambre.
L'amazona de coroneta lila juvenil són visualment similars als adults, excepte per petites diferències. Una diferència és que l'iris dels juvenils és marró fosc en contraposició a la coloració ambre dels adults. L'altra diferència important és té menys plomes de color granat al front. Després d'aproximadament un any, els juvenils comencen a adquirir aquestes característiques adultes.

## Distribució i hàbitat
La distribució endèmica de l'amazona de coroneta lila s'estén al llarg de la costa del Pacífic de Mèxic, començant pel sud-est de Sonora i el sud-oest de Chihuahua fins al sud d'Oaxaca. A Sinaloa i el nord de Nayarit, la distribució geogràfica del lloro de corona lila està per sobre dels 375 metres d'altitud; La distribució no baixa fins al nivell del mar fins al sud de Nayarit, on roman així a través de Jalisco i Oaxaca.
L'hàbitat natural de l'amazona de coroneta lila a Mèxic sovint està amenaçat. La disminució de la mida de la població s'ha registrat a gairebé totes les ubicacions de l'hàbitat natural. Segons una recopilació de dades i relats de residents, la distribució de la població ha disminuït en un 20% a causa de la pèrdua d'hàbitat.
Es troba una població cada cop més gran d'aproximadament 100 individus al sud de Califòrnia, especialment a la vall de San Gabriel i al comtat d'Orange. Aquest augment també es podria atribuir a un sistema d'anàlisi de la població més fiable que el d'anys anteriors. Aquestes poblacions sovint es troben en zones residencials i ocasionalment en grups de nidificació amb lloros amazona frontvermella (A. viridigenalis) en boscos de coníferes natives o plantes captives no natives.

## Reproducció
La temporada de reproducció de l'amazona de coroneta lila és de febrer a juny. Tenen un període d'incubació de vint-i-vuit dies i un període de creixement dels nius de seixanta dies. Solen niar a les cavitats naturals dels arbres en boscos secs. Les femelles tenen una mida de posta que oscil·la entre 1 i 4 ous, cosa que normalment dóna com a resultat una mida mitjana de cria d'1,8 cries i una producció reproductiva de 0,99 cries per femella ponedora. En última instància, els resultats dels esforços reproductius donen lloc a 0,70 cries independents per parella ponedora.
Aquestes baixes taxes d'èxit es podrien atribuir a la variabilitat climàtica en els boscos secs, que podria tenir un efecte sobre la mida de la posta, la producció reproductiva i l'èxit.